# Cantharellus doederleini
Cantharellus doederleini is een rifkoralensoort uit de familie van de Fungiidae. De wetenschappelijke naam van de soort is voor het eerst geldig gepubliceerd in 1907 door Von Marenzeller.